# Adolf Trendelenburg

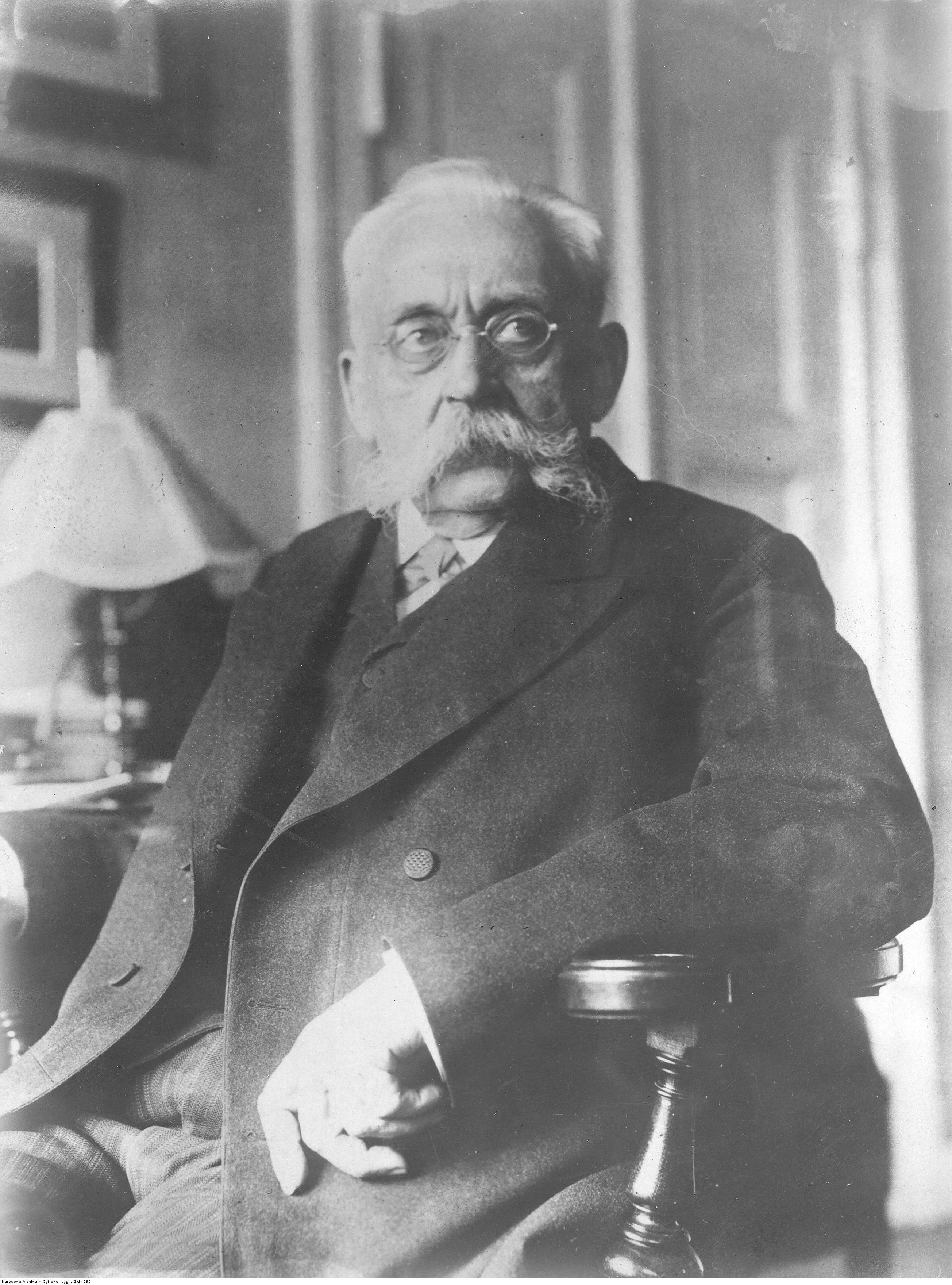
Adolf Trendelenburg in seinem Berliner Büro.

Wilhelm Gustav Adolf Trendelenburg (* 10. August 1844 in Bromberg; † 31. März 1941 in Berlin) war ein deutscher Klassischer Archäologe und Altphilologe.
Adolf Trendelenburg legte 1862 sein Abitur am Königlichen Gymnasium in Bromberg ab. 1867 bestand er an der Universität Bonn die Lehramtsprüfung, wurde dort mit der Arbeit Grammaticorum Graecorum de arte tragica iudiciorum reliquiae promoviert und begann noch im selben Jahr sein Probejahr an seinem Bromberger Gymnasium. 1869 wurde er dort fest angestellt und 1871 Oberlehrer. Er konnte 1870/71 als Inhaber des Reisestipendiums des Deutschen Archäologischen Instituts den Mittelmeerraum bereisen. 1872 wechselte er ans Friedrichs-Gymnasium Berlin. Seit der Gründung des Askanischen Gymnasiums 1875 lehrte er dort als Oberlehrer, Studienrat und schließlich seit 1890 als Professor Griechisch und begeisterte unter anderem Karl Anton Neugebauer für die Antike, der ihm auch 1941 einen Nachruf im Archäologischen Anzeiger verfasste. 1902 wurde er Direktor des Friedrichs-Gymnasium, wo er unter anderem großen Einfluss auf Otto Regenbogen hatte. Eng war er der Archäologischen Gesellschaft zu Berlin verbunden. 1881 bis 1901 war er deren Schatzmeister, 1902 bis 1904 Schriftführer und 1912 Vorsitzender. 
Trendelenburgs Grab befand sich auf dem Dom-Friedhof II in Berlin-Wedding und ist nicht erhalten. Bruno H. Bürgel war sein unehelicher Sohn, zu dem er sich aber nicht bekannte, weil er bei dessen Geburt 1875 schon seit sechs Jahren verheiratet war.

## Schriften (Auswahl)
- Grammaticorvm Graecorvm de arte tragica ivdiciorvm reliqviae, Bonn 1867 (= Dissertation)
- Pausanias in Olympia, Weidmann, Berlin 1914
- Der Humor in der Antike. Ein Band zwischen Dichtung und bildender Kunst, Weidmann, Berlin 1920
- Das Hexenbild von Michael Herr, Grützmacher, Berlin 1925 (Bildwerke als Quellen zu Goethes Faust, Heft 2)
- Virgil und „Homer“. Persönlichkeit und Zunft. Vortrag am 2000. Geburtstag Virgils, 15. Oktober 1930, de Gruyter, Berlin 1930